# Metro de Londres
El Metro de Londres (en anglès, London Underground i popularment conegut com a the Tube) és un sistema de metro o ferrocarril metropolità de trànsit ràpid del Gran Londres (regió metropolitana de Londres) i algunes àrees properes com Essex, Hertfordshire i Buckinghamshire, a Anglaterra (Regne Unit). El primer tram es va obrir el 1863 i esdevingué la primera xarxa de metro del món. El 1890 es convertí en la primera a utilitzar trens elèctrics. Habitualment, és anomenat el tub (the Tube) per la forma que tenen els túnels, malgrat que 55% de la xarxa no és subterrània.
Les línies més antigues de l'actual xarxa de metro de Londres van ser construïdes per diverses empreses privades i van esdevenir part d'un sistema integrat de transport el 1933 amb la creació de London Passenger Transport Board (LPTB), més coneguda com a London Transport. La xarxa no va tornar a una sola entitat fins al 1985, quan el govern del Regne Unit va crear London Underground Limited (LUL). Des del 2003, Transport for London (TfL) és el propietari de LUL. La corporació s'encarrega de gestionar la majoria dels aspectes relacionats amb el transport al Gran Londres i és dirigida per un consell i un comissionat designat per l'alcalde de Londres.
El metro té 270 estacions i aproximadament 400 km de vies (250 milles). És la major xarxa de metro del món pel que fa a quilòmetres de vies i nombre d'estacions. El 2007 es van registrar mil milions de passatgers.
El mapa del metro, amb el seu esquema de disseny no geogràfic i de codi de colors de línies, es considera un disseny clàssic, i molts altres mitjans de transport de tot el món han estat influenciats per aquest.

## Història
La construcció de ferrocarrils al Regne Unit va començar a principi del segle xix. El 1854 ja s'havien construït fora del centre de Londres sis estacions terminals de línies diferents: London Bridge, Euston, Paddington, King's Cross, Bishopsgate i Waterloo. Tan sols l'estació de Fenchurch Street era dins de l'actual districte de Ciutat de Londres. La congestió del trànsit a la ciutat i rodalia havia crescut significativament, en part perquè els passatgers dels ferrocarrils tenien l'obligació de continuar els seus trajectes per carretera per arribar al centre de la ciutat. Durant la dècada del 1830 va aparèixer la idea de construir un ferrocarril subterrani per enllaçar la Ciutat de Londres i les principals estacions terminals, però no va ser fins a la dècada del 1850 que es va prendre la idea seriosament com a solució per a descongestionar el trànsit.

### El primer ferrocarril subterrani

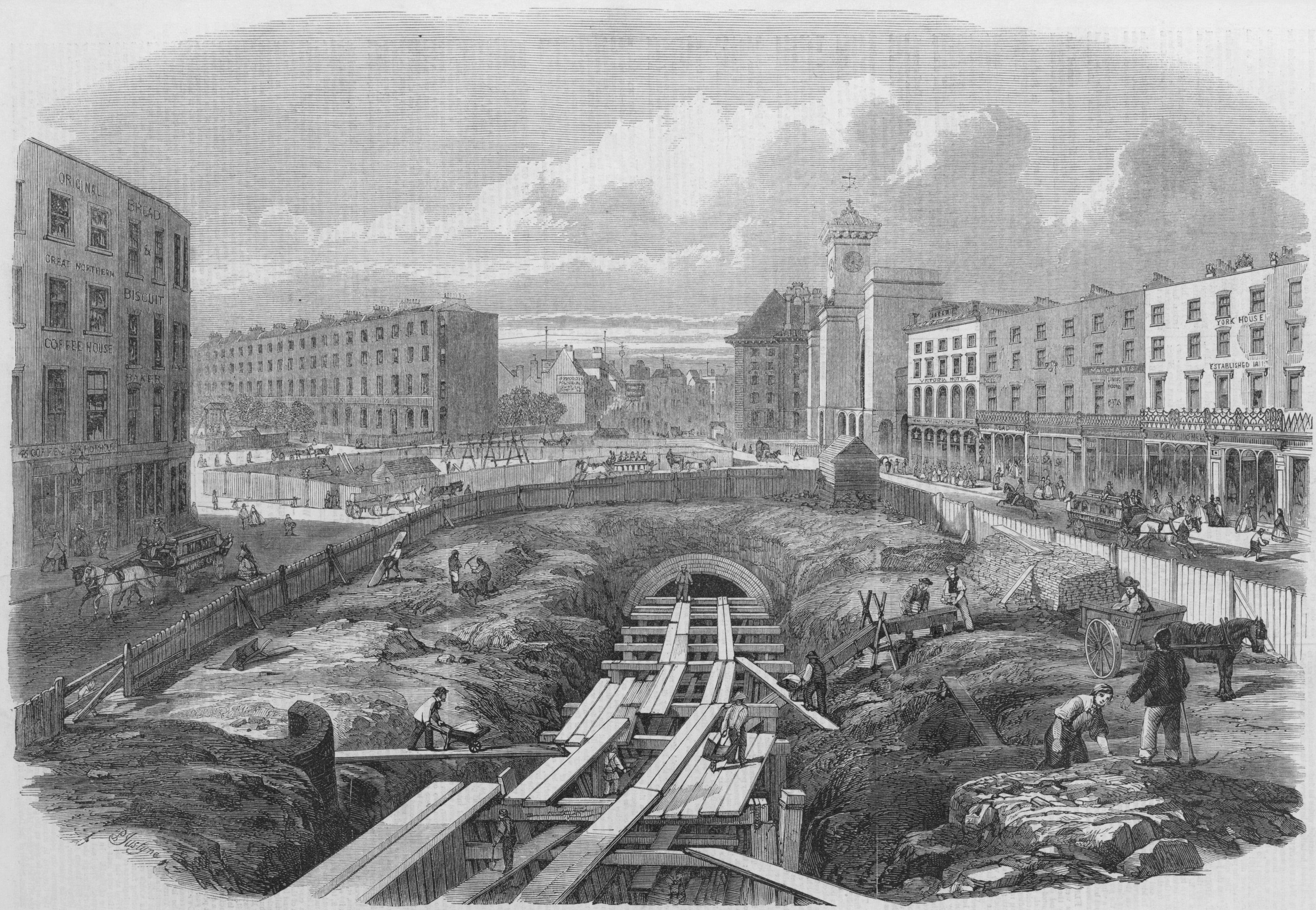
Construcció de Metropolitan Railway a prop de King's Cross, el 1861.

El 1854 es va aprovar una acta del Parlament per a la construcció d'un ferrocarril subterrani entre l'estació de Paddington i l'estació de Farringdon Street via King's Cross, que s'havia d'anomenar Metropolitan Railway. La companyia Great Western Railway (GWR) va finançar el projecte amb l'acord que es construís un enllaç entre el ferrocarril metropolità i la seva línia terme a Paddington. També es va acordar que GWR faria el disseny dels trens especials per a la nova línia.
La construcció es va ajornar diversos anys per la falta de diners. Que el projecte anés soterrat totalment era idea de Charles Pearson, advocat de City of London Corporation. Pearson havia recolzat aquesta idea des de feia uns anys i tenia al cap la demolició de les barriades poc higièniques i portar els seus habitants a noves acomodacions als suburbis. Les noves línies de ferrocarril permetrien que aquests habitants poguessin anar a treballar al centre de la ciutat. Tot i que ell mai va intervenir directament en el plans de la Metropolitan Railway, se'l considera com un dels visionaris del concepte del metro o ferrocarril metropolità subterrani. El 1859 Pearson va persuadir a City of London Corporation, on treballava, perquè financés l'obra. Finalment els treballs van començar el febrer de 1860, sota les ordres de l'enginyer John Fowler. Pearson va morir l'any 1862, un any abans que l'obra estigués acabada.
La Metropolitan Railway es va inaugurar el 10 de gener de 1863. Als pocs mesos de l'obertura ja transportava 26.000 passatges al dia. La Hammersmith & City Railway va obrir el 13 de juny de 1864 entre Hammersmith i Paddington.
Inicialment l'operadora en va ser GWR entre Hammersmith i Farringdon Street. A l'abril de 1865 la companyia Metropolitan es va fer amb el servei. Cap a la fi de l'any 1865 la Metropolitan Railway havia arribat a Moorgat Street. Més tard es van obrir més trams fins a Swiss Cottage, South Kensington i Addison Road. El ferrocarril inicialment era de doble ample, permetent a GWR fer circular tant trens de via ampla com de via estàndard. Desacords entre GWR i la Metropolitan van forçar a la Metropolitan a canviar l'ample a estàndard el 1863 després que GWR retirés les seves existències. Aquestes diferències van acabar desapareixent, encara que la via ampla havia estat totalment retirada el març de 1869.
El 24 de desembre de 1868, Metropolitan District Railway va començar els seus serveis entre South Kensington i Westminster utilitzant trens de la Metropolitan Railway. La companyia aviat seria coneguda com a "the District", el 1864 s'incorporava per a formar un ferrocarril circular juntament amb la línia Metropolitan. Això formava part d'un pla per construir un cercle interior, Inner Circle line, i un cercle exterior, Outer Circle line al voltant de Londres.
Una feroç rivalitat es va desenvolupar entre District i Metropolitan, provocant un retard en la finalització del Inner Circle. La rivalitat era provocada per la competició entre les dues companyies per construir ferrocarrils, més importants financerament parlant, als suburbis de Londres. London and North Western Railway (LNWR) va començar a fer funcionar l'Outer Circle des de Broad Street via Willesden Junction, Addison Road i Earl's Court a Mansion House el 1872.
L'Inner Circle no es va completar fins al 1884 i els serveis eren proveïts conjuntament per Metropolitan i District. Al mateix temps, District havia acabat la seva ruta entre West Brompton i Blackfriars el 1870, amb un intercanviador amb Metropolitan Railway a South Kensington. El 1877 començaven a circular els seus propis serveis entre Hammersmith i Richmond, en una línia que s'havia obert inicialment per London & South Western Railway (LSWR). District va obrir una nova línia des de Turnham Green a Ealing el 1879 i perllongat cap al ramal de West Brompton a Fulham el 1880.
Els primers túnels foren construïts mitjançant el mètode "cut-and-cover" o fals túnel, obrint els carrers. Això va provocar molèsties generals en haver de destruir algunes propietats de la superfície. Els primers trens foren de vapor i, per tant, es necessitava un sistema de ventilació eficaç.
El 7 de desembre de 1869, London, Brighton and South Coast Railway (LB&SCR) va començar a operar entre Wapping i New Cross Gate a la línia East London Railway (ELR) utilitzant el túnel Thames Tunnel dissenyat per Marc Brunel, qui va inventar un revolucionari mètode de construcció, el "tunnelling shield" o túnel escut. El túnel fou obert com un túnel de vianants, però el 1865 fou comprat per ELR mitjançant un consorci de sis empreses: Great Eastern Railway (GER); London, Brighton and South Coast Railway (LB&SCR); London, Chatham and Dover Railway (LCDR); South Eastern Railway (SER); Metropolitan Railway; i Metropolitan District Railway. El 1884 District i Metropolitan van començar a circular per la línia.
A final de la dècada de 1880, els ferrocarrils arribaven a Chesham (Metropolitan), Hounslow West, Wimbledon i Whitechapel (District) i New Cross (East London Railway). Cap a la fi del segle xix, Metropolitan havia ampliat les seves línies més enllà de Londres a Aylesbury, Verney Junction i Brill. Això va contribuir a crear nous suburbis al llarg de la ruta, que més tard foren anomenats per la companyia com Metro-land (terra del metro). Fins a la dècada de 1930, l'empresa mantenia les seves ambicions de ser considerada una línia principal en lloc d'un ferrocarril urbà.

### Les primeres línies tub

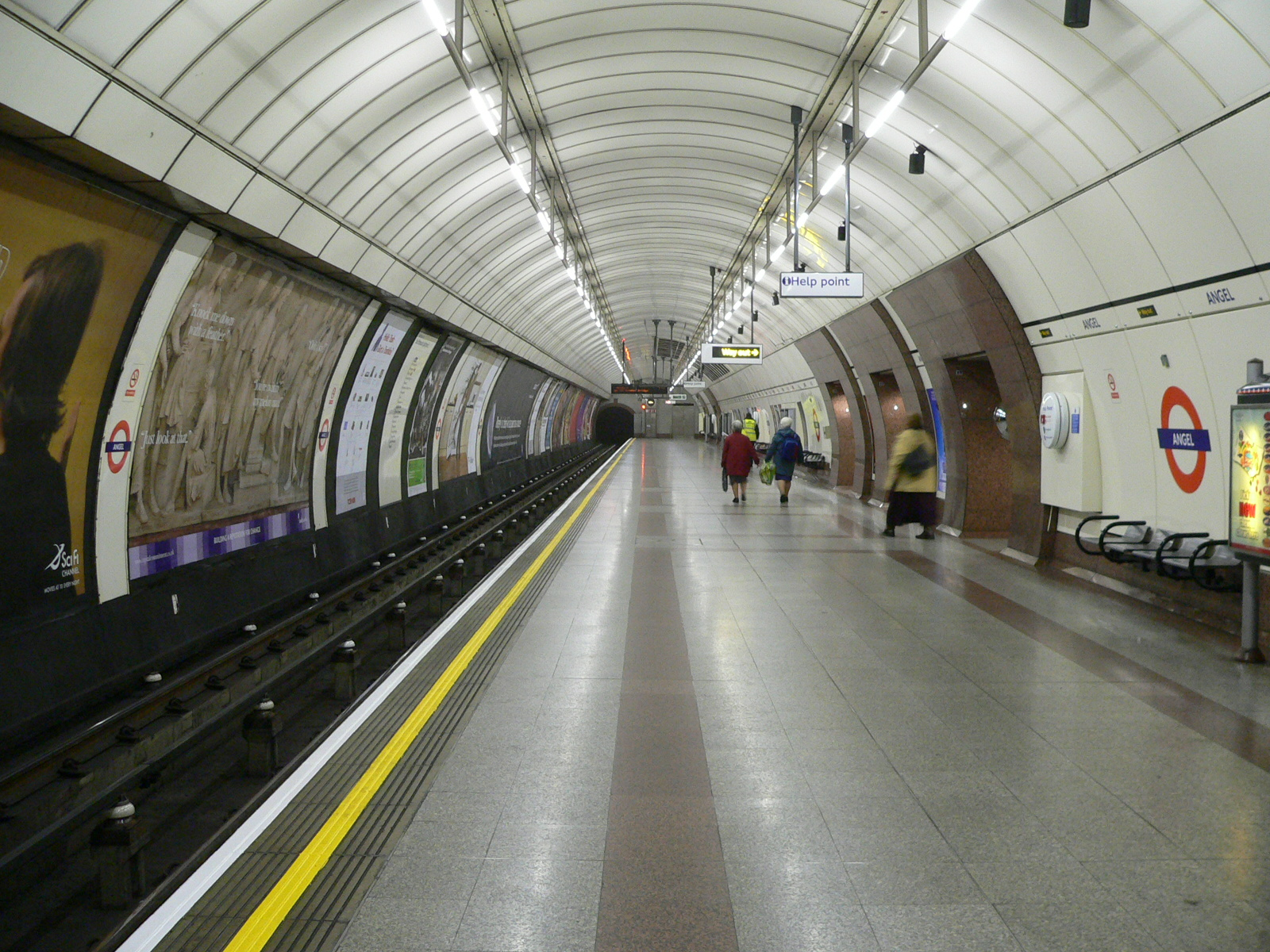
Estació d'Angel (direcció sud) a la Northern Line

Les primeres línies, excloent la ELR, es trobaven a tan sols tres metres de profunditat. Els avenços en la construcció de túnels van permetre construir-los més profundament i com a conseqüència hi va haver menys interrupcions als carrers i una disminució dels costos de les obres.
La City & South London Railway (C&SLR, actualment part de la Northern Line) es va inaugurar el 1890 entre Stockwell i King William Street (no correspon a l'actual estació). Aquesta línia va ser la primera línia deep-level, és a dir, construïda a gran profunditat, i la primera línia elèctrica del món. El 1900 es va estendre cap a Clapham Common pel sud i cap a Moorgate Street (via diversion) al nord. El segon ferrocarril similar va ser Waterloo and City Railway el 1898, construït i operat per London & South Western Railway.
El 30 de juliol de 1900, va començar a funcionar la Central London Railway (coneguda com a Central Line), entre Bank i Shepherd's Bush. Se li va donar el sobrenom de Twopenny Tube pels seus túnels cilíndrics, i amb el pas del temps the Tube es va convertir en el sobrenom de tota la xarxa de metro. A l'estació de Bank s'hi va construir un intercanviador entre C&SLR i W&CR.

### Integració
A l'inici del segle xx hi havia sis operadores independents donant servei a la xarxa de Metro i això causava als passatgers alguns inconvenients. En moltes estacions havien de caminar una bona distància per la superfície per enllaçar amb una altra línia. Com que no hi havia un sístema únic, els costos associats eren majors i algunes companyies tenien problemes seriosos per aconseguir els diners que necessitaven per electrificar i expandir les línies. Com a resultat, moltes empreses buscaven algú que pogués finançar les obres. Un dels més importants fou Charles Yerkes, un magnat estatunidenc que va assegurar la construcció de Charing Cross, Euston and Hampstead Railway (CCE&HR) el 1900. Al març del 1901 va obtenir el control de District i això li va permetrer formar la Metropolitan District Electric Traction Company (MDET). Al setembre del mateix any ja havia adquirit dues companyies més, Great Northern & Strand Railway i Brompton & Piccadilly Circus Railway. Respecte a aquesta última, el Parlament n'acabava d'aprovar la construcció juntament amb la moribunda Baker Street & Waterloo Railway. El 1902 les companyies que havia anat adquirint Charles Yerkes es van canviar de nom a Underground Electric Railways of London Company Ltd (UERL). La UERL també tenia en propietat tres companyies de tramvies i va comprar la London General Omnibus Company, creant una organització que es coneixeria col·loquialment com "the Combine" i que va anar dominant la construcció del metro a Londres fins a la dècada de 1930.
Amb la bona situació econòmica de Charles Yerkes, District va obrir la branca de South Harrow el 1903 i va completar l'enllaç amb el ramal d'Uxbridge de la Metropolitan el 1904. El 1905 District Railway i Inner Circle ja tenien en funcionament trens elèctrics.
Baker Street & Waterloo Railway va obrir el 1906, més tard simplement anomenada Bakerloo, cap al 1907 ja havia arribat a Edgware Road al nord i Elephant & Castle al sud. L'acabada de reanomenar Great Northern, Piccadilly and Brompton Railway va obrir el 1906 amb túnels que es trobaven a 60 metres de profunditat.
Altres companyies independents també van seguir els seus projectes al llarg del segle xx, com Great Northern & City Railway que obria el 1904. Aquesta línia era l'única tipus "tub" que tenia el diàmetre suficient perquè hi circulessin trens de ferrocarril de mida habitual i originàriament es pretenia que formés part d'una línia de ferrocarril i no de metro. Però la falta de capital va provocar que la línia seguís separada de la xarxa de ferrocarril fins a la dècada de 1970.
A principi de 1908, en un esforç per augmentar el nombre de passatgers, les operadores de metro van acordar promoure serveis conjunts sota el nom de the Underground ("el metro"), publicant un mapa gratuït de la xarxa i nova publicitat. Al mapa hi sortia la Bakerloo Railway, Central London Railway, City & South London Railway, District Railway, Great Northern & City Railway, Hampstead Railway (nom curt de CCE&HR), Metropolitan Railway i Piccadily Railway. Altres línies hi apareixien però no tan clarament. El mapa també incloïa part de la ELR, però el mapa no era prou gran, i la Waterloo & City Railway, que no es va incloure en la integració. Des de llavors el nom the Underground apareix a les estacions i es van introduir màquines per als bitllets. El 1913 va ser quan va aparèixer el famós logotip en forma de cercle i una barra horitzontal del metro de Londres, conegut com a "the roundel" dissenyat per Edward Johnston.
L'1 de gener de 1913 UERL, la companyia de Charles Yerkes, va absorbir dos companyies independents, la C&SLR i la Central London Railway. A mesura que the Combine s'anava estenent, només la companyia Metropolitan es quedava fora del procés d'integració, ja que tenia l'ambició de ser considerada una línia principal de ferrocarril. Hi va haver diferents propostes per a fusionar les dues companyies però la Metropolitan ho va rebutjar. Aquell mateix any la Metropolitan reafirmava la seva independència comprant Great Northern and City Railway. Metropolitan va retenir la seva imatge independent fins al 1933, quan es va crear London Passenger Transport Board.
Metropolitan també va intentar electrificar les seves línies. District i Metropolitan acordaren utilitzar sistemes de baix voltatge per a l'Inner Circle Line, compost per dos carrils elèctrics el 1901. Al principi van començar a circular trens elèctrics pel tram d'Uxbridge i el 1906 fins a Wembley Park. El tram de Hammersmith & City també es va reconvertir al sistema elèctric l'any 1906. El 1913 l'electrificació de les línies de ELR continuava. Més tard, segons la llei de ferrocarrils de 1921 ("Railways Act 1921") es va fusionar tot l'efectiu lligat a línies de ferrocarrils en quatre empreses (per tant, esborrant el consorci que havia construït la ELR) i la Metropolitan va acordar executar la circulació de serveis de passatgers a la línia.
La perllongació de Bakerloo Line es va completar el 1915, i el servei es va tornar a estendre fins a Watford Junction via London and North Western Railway el 1917. L'extensió de Central Line es va ajornar per la guerra civil.
Durant la dècada de 1920 es va integrar CCE&HR i C&SLR, esdevenint la Northern Line. La integració va necessitar que entre el 1922 i 1924 es tanquessin temporalment alguns trams.

### La primera corporació
El 1933, Combine, Metropolitan i la resta de línies d'autobús i tramvia independents es van fondre en London Passenger Transport Board (LPTB), una corporació pública autofinançada que es va constituir l'1 de juliol de 1933. La LPTB aviat seria anomenada col·loquialment com London Transport (LT).
Poc després de la seva creació, London Transport va començar el procés d'integrar les línies de metro en una única xarxa. Totes les línies que havien estat separades fins llavors se'ls hi van donar noms nous. Harry Beck va dissenyar el nou mapa del metro on apareixia District Line, Bakerloo Line, Piccadilly Line, Edgware, Highgate and Morden Line, Metropolitan Line, Great Northern & City Line, East London Line i Central London Line. Considerat com un disseny clàssic, actualment encara s'utilitza una versió actualitzada d'aquest mapa. Waterloo & City Line no fou inclosa al mapa, ja que encara pertanyia a una companyia de ferrocarril que tenia en propietat línies principals (Southern Railway).
LT va anunciar un pla per l'ampliació i modernització de la xarxa sota el nom de New Works Programme, que havia seguit l'anunci de propostes de millora per a la Metropolitan Line. Aquest pla consistia a ampliar algunes línies, fer-se càrrec de les operacions d'altres des de línies de ferrocarril principals i l'electrificació de tota la xarxa. Durant la dècada de 1930 i de 1940, alguns trams de línies principals de ferrocarril es van convertir en línies de metro.
LT va optar per abandonar les rutes que comportaven una important pèrdua financera. Poc després que LPTB comencés a operar, els seveis cap a Verney Junction i Brill a la Metropolitan Railway es van parar. La reanomenada "Metropolitan Line" va traslladar la seva estació terminal a Aylesbury.

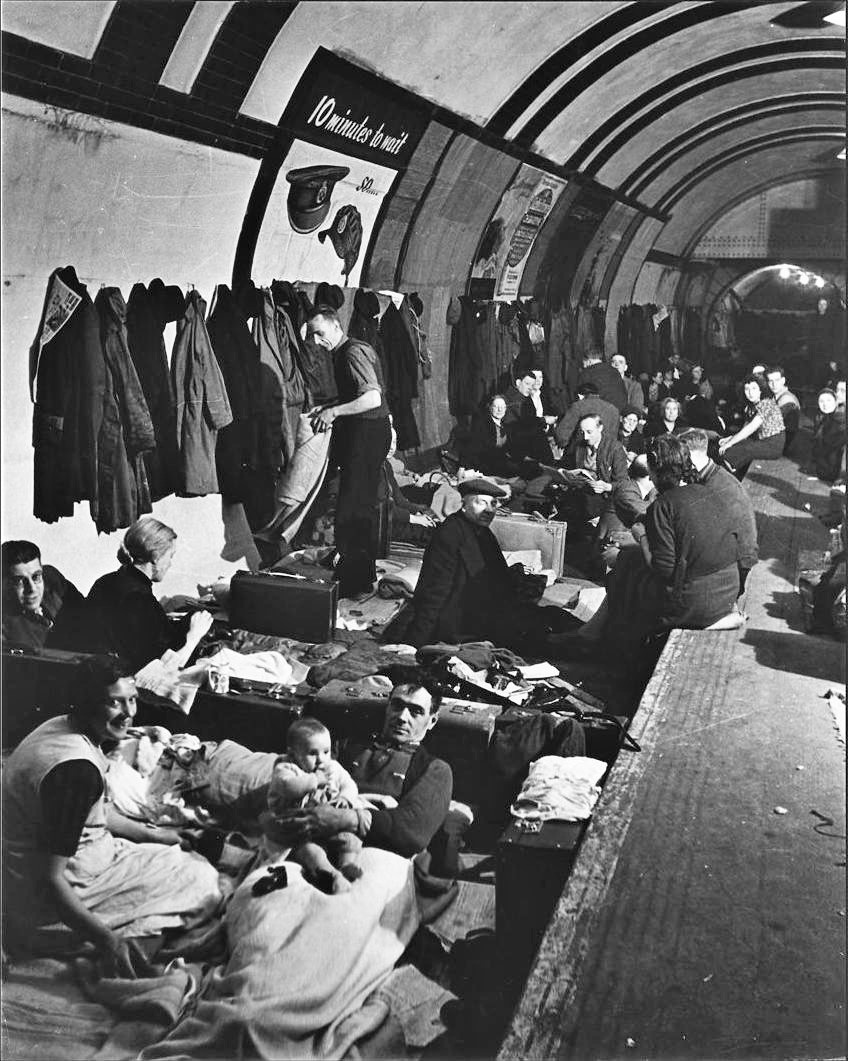
Persones refugiades al metro durant un bombardeig del blitz

L'arribada de la Segona Guerra Mundial va retardar tots els plans d'expansió. Des de mitjans de la dècada de 1940 els bombardejos del Blitz van conduir a la utilització de les estacions del metro com a refugis aeris. Les autoritats inicialment van intentar evitar que les estacions s'utilitzessin com a refugis, però més tard van subministrar lliteres, latrines i serveis d'alimentació. Més tard es van arribar a construir vuit regufis a gran profunditat sota algunes estacions per a ser utilitzats com a refugis (cada nivell podia soportar fins a 8.000 persones) i ser reconvertits en noves línies paral·leles després de la guerra. Algunes d'aquestes estacions es van convertir en les oficines del govern. Alguns exemples són Down Street, que es va utilitzar com a seu del Railway Executive Committee (comitè executiu de ferrocarril) i per a reunions del Gabinet de Guerra abans que es finalitzessin les obres del Cabinet War Rooms; Brompton Road, utilitzada com a centre de control d'anti-bombardejos i que actualment l'utilitza la universitat naval, London's University Royal Naval Unit (URNU), i aèria, University London Air Squadron (ULAS).
Després de la guerra, en un dels últims actes de la LPTB, es va donar el vistiplau per a la realització dels perllongaments que s'havien ajornat de la Central Line. Les extensions cap a West Ruislip es van completar el 1948 i cap a Epping el 1949.

### Nacionalització

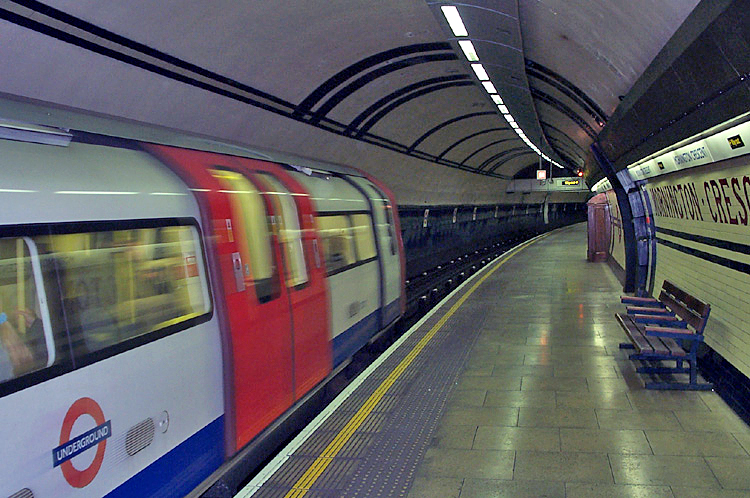
Tren 1995 Stock a l'estació de Mornington Crescent de la Northern Line.

L'1 de gener de 1948, London Transport fou nacionalitzada pel govern Laborista i es va incorporar a la British Transport Commission (BTC) juntament amb altres línies de ferrocarril. LPTB fou reemplaçada per London Transport Executive (LTE) i això va comportar que per primer cop a la història el metro de Londres esigués en mans del govern.
La nacionalització es va produir tant per necessitat com per ideologia. Les línies de ferrocarril es van veure ofegades per una economia de guerra durant la Primera Guerra Mundial. A la fi de la Segona Guerra Mundial quatre companyies estaven a prop de la fallida. Per això la nacionalització va ser la forma més senzilla de salvar els ferrocarrils a curt termini i proporcionar diners per arreglar els danys ocasionats per la guerra. La prioritat de BTC fou la reconstrucció de les principals línies de ferrocarrils per davant del manteniment de la xarxa de metro. L'inacabat pla de reforma, anomenat New Works Programme, fou ajornat.
La British Transport Commission va autoritzar l'acabament de l'electrificació de la xarxa per reemplaçar les locomotores que encara hi havia en algunes parts del sistema. Finalment les locomotores van desaparèixer completament del metro el 1961.
El 1963 es va reemplaçar la London Transport Executive per London Transport Board.

### Control de la GLC
Després de London Transport Board, l'1 de gener de 1970 Greater London Council (GLC) prenia el control del transport de Londres. Aquest període és el de major controvèrsia en la història del transport a Londres, caracteritzat per l'escassedat de personal i baixos fons. El 1980 el partit Laborista dirigint GLC, va començar el projecte "Fares Fair", que va augmentar les taxes locals per tal de reduir els preus dels bitllets. La campanya va ser un èxit i l'ús del metro va augmentar significativament. Però això va causar grans crítiques per part del districte de Bromley, ja que aquesta àrea no disposava d'estacions de metro. El consell de Bromley va portar GLC a la justícia britànica basant-se en el fet que aquesta política era il·legal segons la interpretació que feien de la llei "Transport (London) Act 1969". Finalment es va dictaminar que la llei estipula que ha de planificar el transport de Londres, en la mesura del possible, fins al punt de l'equilibri. En línia amb aquesta sentència les "Fares Fair" van ser revertides i es van augmentar les tarifes un 100% el 1982, provocant una disminució del nombre de passatgers. L'escàndol va acabar amb la finalització del control de GLC el 1986.
Tot i això en aquest període es va produir la primera gran inversió després de la guerra amb l'obertura de la línia Victoria, construïda en diagonal des del nord-est cap al sud-oest incorporant senyalització de control centralitzada i trens amb conducció automàtica. La línia es va obrir en trams entre 1968 i 1971. Piccadilly Line es va estendre fins a l'aeroport de Heathrow el 1977, i la Jubilee Line es va obrir el 1979 amb una part de la línia de Bakerloo. A més a més es va introduir el bitllet per zones, llegat del projecte de "Fares Fair", que actualment segueix en ús.

### London Regional Transport
El 1984 el govern Conservador de Margaret Thatcher va eliminar GLC del control del transport de Londres i fou substituït per London Regional Transport (LRT). La Secretaria d'Estat de Transport era la responsable directa de la nova corporació, LRT. El Govern va planificar millores en el sistema i com a part d'aquesta estratègia London Underground Limited es va constituir l'1 d'abril de 1985 com a subsidiària de LRT per al funcionament de la xarxa de metro.
La reducció de costos no va estar exempta de crítiques. El 18 de novembre de 1987 un incendi va escombrar l'estació de King's Cross, la de més ocupació de la xarxa, que va acabar amb la mort de 31 persones. Més tard es va saber que l'incendi s'havia iniciat en una escala mecànica amb passos i costats de fusta, i tot i que no es podia fumar al metro a causa d'un altre incendi a Oxford Circus, el foc va ser probablement causat per un llumí encès que va caure pel costat de les escales mecàniques. La pista de circulació no s'havia netejat i s'hi havia acumulat greixos i fibres deteriorades. Frank Dobson, membre del Parlament, va informar a la Cambra dels Comuns que el nombre de treballadors en una estació que hi passaven fins a 200.000 passatgers cada dia s'havien retallat de 16 a 10 i els treballadors de neteja de 14 a 2. L'esdeveniment va acabar amb la retirada de les escales de fusta.
El 1994 amb la privatització de British Rail, LRT va prendre el control de Waterloo & City Line, incorporant-se a la xarxa per primer cop. Aquest mateix any es van finalitzar els serveis poc utilitzats del tram Epping Ongar de la línia Central i Aldwych de Piccadilly.
El 1999 el perllongament de Jubilee a Stratford es va completar. El projecte també incloïa l'obertura d'una estació enllaç a Westminster.

### Societat pública i privada
Transport for London (TfL) va reemplaçar el 2000 a LRT (fent-se així propietaria de LUL, London Underground Limited), desenvolupament que coincideix amb l'elecció de l'alcalde de Londres i de l'Assemblea del Gran Londres.
El gener de 2003 el metro de Londres va començar a operar com una societat publicoprivada, però el manteniment de la infraestructura i el material rodant se n'ocupen dues empreses privades, Metronet i Tube Lines, amb un contracte de 30 anys mentre TfL sigui la propietaria i l'operadora de LUL.
Hi va haver molta controvèrsia sobre l'aplicació de la societat publicoprivada (PPP). Els partidaris d'aquest canvi afirmen que el sector privat elimina la ineficiència de les empreses del sector públic i assumeix els riscs associats amb el funcionament de la xarxa, mentre que els opositors creuen que la necessitat de fer beneficis redueix la inversió i els serveis públics al metro.
Des de llavors que existeix la crítica sobre l'actuació de les empreses privades. Per exemple The Londoner, un butlletí publicat per l'Autoritat del Gran Londres, publicava en una edició del gener de 2007 els errors de l'empresa Metronet sota el títol "Metronet culpable d'errors inexcusables".
Metronet es va declarar insolvent el 18 de juliol de 2007 i TfL ha assumit els compromisos pendents de Metronet.
El Govern del Regne Unit ha fet esforços per trobar una altra empresa privada per omplir el buit deixat per la liquidació de Metronet. Fins ara TfL ha estat l'única que ha posat interés a fer-se càrrec de les responsabilitats de Metronet. Tot i que Tube Lines sembla una empresa estable, s'ha posat en dubte la supervivència de la PPP, ja que el cas de la desaparició de Metronet ha costat al govern 2 mil milions de lliures esterlines. Les cinc empreses privades que formen Metronet han hagut de pagar 70 milions de lliures cada una per pagar els deutes del consorci, però el contribuent ha de pagar la resta de la factura.

## Transport for London
Transport for London (TfL) es va crear l'any 2000 com un organisme responsable d'integrar el sistema de transport de Londres. Va substituir London Regional Transport però no fou fins al juliol de 2003 que assumí el control de London Underground Limited.
TfL forma part de l'Autoritat del Gran Londres, govern del Gran Londres, i es constitueix com una empresa pública regulada per normes de les finances públiques locals. Té tres subsidiàries: London Transport Insurance (Guernsey) Ltd., TfL Pension Fund Trustee Co. Ltd. i Transport Trading Ltd (TTL). TTL té sis filials en propietat, una de les quals és metro de Londres (LUL).
La junta de TfL és nomenada per l'Alcaldia de Londres. L'alcalde també estableix l'estructura i el nivell de les tarifes del transport públic a Londres. Tot i que el dia a dia de la corporació es deixa en mans del Comissari de Transport for London. L'actual comissionari és Peter Hendy.
L'alcaldia és responsable de proporcionar una estratègia integrada de transport per al Gran Londres i ha de consultar a GLA, TfL, els consells locals i altres en l'estratègia. GLA, per exemple, inspecciona i aprova el pressupost de l'alcaldia. A més GLA pot convocar l'Alcalde i alts funcionaris per donar comptes de TfL. London TravelWatch, és un òrgan nomenat per l'Assemblea i presenta informe de les queixes sobre el transport.

## Infraestructura

### Estacions i línies
|  | Per a un inventari complet de les estacions, vegeu la Llista d'estacions del metro de Londres |

Les 11 línies del metro de Londres són: Bakerloo Line, Central Line, Circle Line, District Line, Hammersmith & City Line, Jubilee Line, Metropolitan Line, Northern Line, Piccadilly Line, Victoria Line i Waterloo & City Line. Fins al 2007 hi havia una dotzena línia, la East London Line, que es va tancar per transferir-la a London Overground. Actualment aquesta està en obres i està previst que es reobri el 2010.
| Nom | Color     | Primer servei | Primera secció en servei * | El nom data de | Tipus       | Longitud /km | Longitud /milles | Estacions | Viatges anuals (000s) | Nre. mitjà de viatges per mil (000s) |
| --- | --------- | ------------- | -------------------------- | -------------- | ----------- | ------------ | ---------------- | --------- | --------------------- | ------------------------------------ |
| Bakerloo Line | Marró     | 1906          | 1906                       | 1906           | Profunda    | 23.2         | 14.5             | 25        | 95,947                | 6,617                                |
| Central Line | Vermell   | 1900          | 1856                       | 1900           | Profunda    | 74           | 46               | 49        | 183,582               | 3,990                                |
| Circle Line | Groc      | 1884          | 1863                       | 1949           | Superficial | 22.5         | 14               | 27        | 68,485                | 4,892                                |
| District Line | Verd      | 1868          | 1858                       | 1868-1905      | Superficial | 64           | 40               | 60        | 172,879               | 4,322                                |
| Hammersmith & City Line | Rosa      | 1863          | 1858                       | 1988           | Superficial | 26.5         | 16.5             | 28        | 45,845                | 2,778                                |
| Jubilee Line | Gris      | 1979          | 1879                       | 1979           | Profunda    | 36.2         | 22.5             | 27        | 127,584               | 5,670                                |
| Metropolitan Line | Magenta   | 1863          | 1863                       | 1863           | Superficial | 66.7         | 41.5             | 34        | 53,697                | 1,294                                |
| Northern Line | Negre     | 1890          | 1867                       | 1937           | Profunda    | 58           | 36               | 50        | 206,987               | 5,743                                |
| Piccadilly Line | Blau fosc | 1906          | 1869                       | 1906           | Profunda    | 71           | 44.3             | 52        | 176,177               | 3,977                                |
| Victoria Line | Blau clar | 1968          | 1968                       | 1968           | Profunda    | 21           | 13.25            | 16        | 161,319               | 12,175                               |
| Waterloo & City Line | Xarxet    | 1898          | 1898                       | 1898           | Profunda    | 2.5          | 1.5              | 2         | 9,616                 | 6,410                                |
| * Si l'any és anterior al de l'any del Primer servei, això indica que la línia abans operava en una altra línia de metro o per una altra operadora. |           |               |                            |                |             |              |                  |           |                       |                                      |

El metro serveix a 268 estacions i actualment n'hi ha sis addicionals de la East London line, que està tancada i el recorregut s'efectua en autobús. Catorze estacions de metro estan fora de Londres, de les quals cinc (Amersham, Chalfont & Latimer, Chesham, Chorleywood i Epping) estan a tocar de l'autopista orbital M25. Dels 32 districtes de Londres, sis no tenen cap estació de metro (Bexley, Bromley, Croydon, Kingston, Lewisham i Sutton), i un setè districte, el de Hackney, que té dues estacions als límits del districte (Old Street i Manor House).

Zona 1 (zona central) del Metro i Docklands Light Railway.

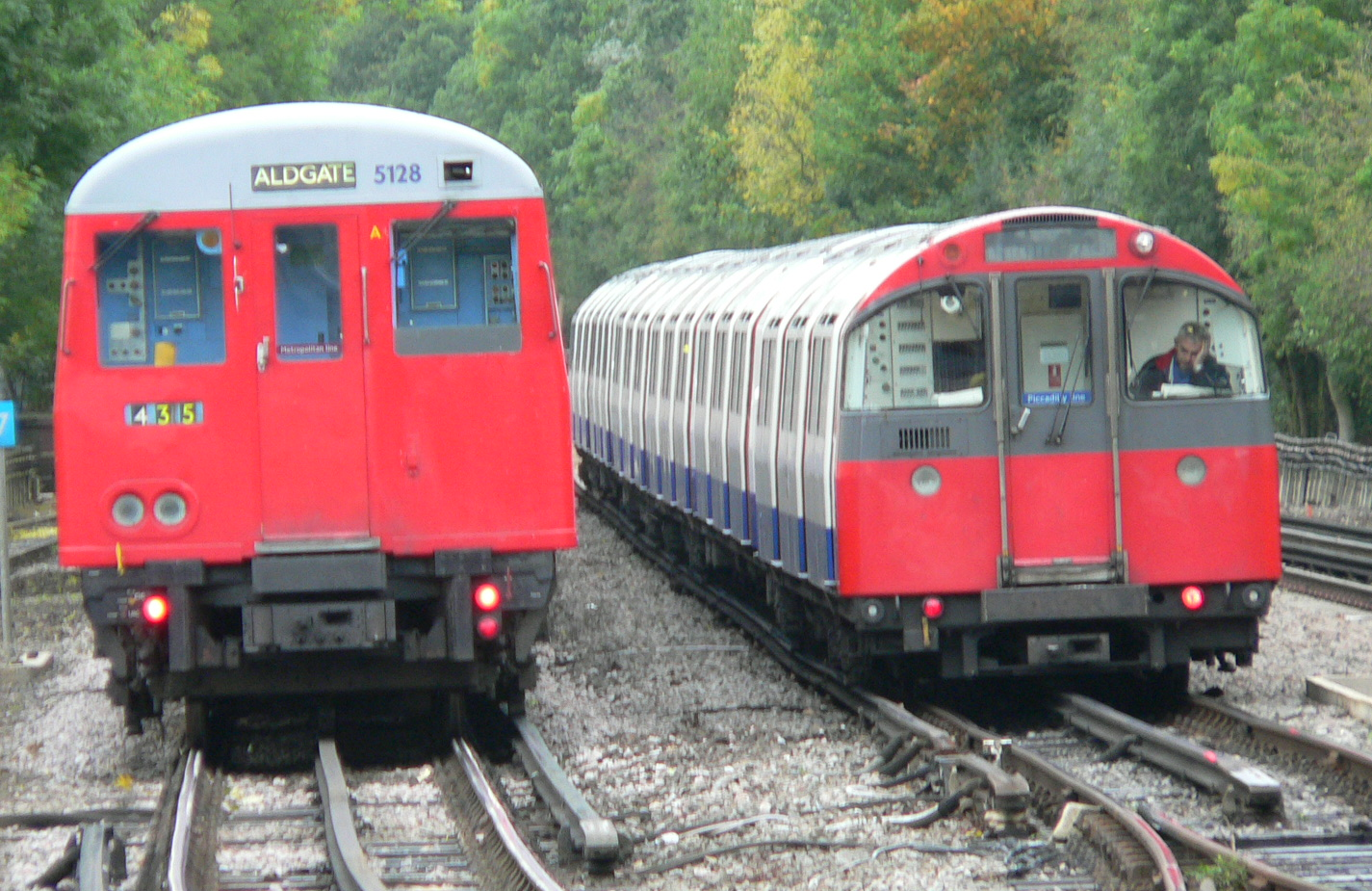
Hi ha dues mides de trens, els més llargs i els tube trains.

Les línies del metro de Londres es classifiquen en dos tipus: subsurface i deep-level. Les línies "subsurface" són línies que es van construir a poca profunditat, a uns 5 metres, ja que es va utilitzar el mètode de construcció "cut-and-cover", és a dir que van ser excavades a l'aire lliure i després soterrades construint un fals túnel. Les línies deep-level, també anomenades "Tube lines" (en català línies tub), són línies que es troben a una profunditat d'uns 20 metres o més i que foren construïdes mitjançant el mètode de túnel escut i on cada via té el seu propi túnel. Les línies deep-level tenen un diàmetre molt petit, uns 3,56 metres i, per tant, un gàlib menor que la resta de línies. Ambdós tipus de línies normalment surten a la superfície a mesura que s'allunyen de l'àrea central.
Mentre que les "línies tub" són independents, les línies "subsurface" formen una xarxa interconnectada, és a dir que cada línia comparteix vies com a mínim amb dues línies.

### Material rodant

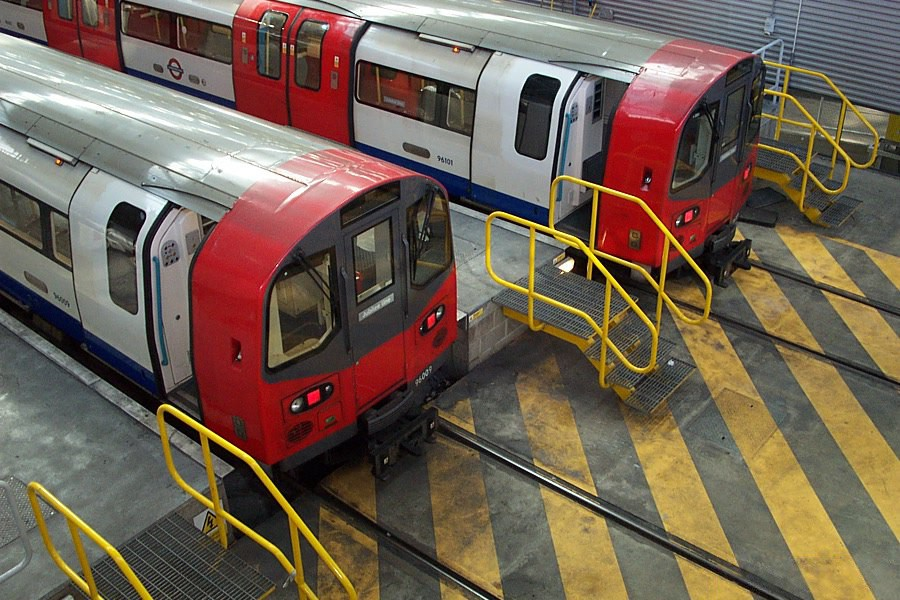
Trens del 1996 a les cotxeres de Stratford Market

El metro utilitza material rodant construït entre el 1960 i el 2005. Els trens de les línies "subsurface" s'identifiquen amb una lletra (A Stock de la Metropolitan), mentre que a les línies "deep-level" s'utilitza l'any en què foren dissenyats (1996 Stock de la Jubilee). Totes les línies treballen amb un sol tipus de trens menys District Line que utilitza C Stock i D Stock. Actualment hi ha dos tipus de trens que s'estan desenvolupant, un 2009 Stock per a la línia Victoria i S stock per a les línies "subsurface", de les quals la Metropolitan Line serà la primera a substituir els seus trens A Stock. El metro de Londres és un dels pocs que utilitza un sistema amb quatre rails.

### Temperatura
A l'estiu les temperatures en algunes part del metro de Londres poden arribar a ser molt desagradables a causa de la poca ventilació que hi ha als túnels. Temperatures que van arribar als 47° durant l'onada de calor del 2006. Alguns cartells publicitaris es van poder veure a la xarxa del metro aconsellant als passatgers que portessin ampolles d'aigua per refrescar-se.

### Millores i expansió

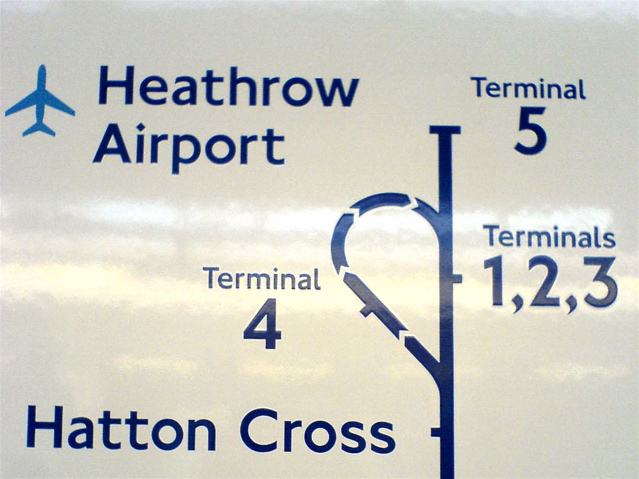
Diagrama a l'estació de Ealing Common del tram a Heathrow

Hi ha moltes millores previstes per al metro de Londres. Es va obrir una nova estació a la línia Piccadilly a la terminal 5 de Heathrow el 27 de març de 2008, sent la primera expansió del metro des de 1999. A totes les línies s'hi fan obres per millorar la capacitat i fiabilitat, amb nova senyalització computoritzada, operacions automàtiques als trens (ATO), renovació de vies i estacions, i on sigui necessari canvi de material rodant. Entre el 2006 i 2007 va tenir lloc un programa pilot de refrigeració d'aigua subterrània a Victoria per determinar si un sistema d'aquest tipus seria viable i eficaç per un ús generalitzat. També es fan proves de cobertura de telefonia mòbil a la línia Waterloo & City per veure si la cobertura es pot estendre a la resta de la xarxa. Tot i que no forma part del metro, la xarxa Crossrail preveu una nova ruta al centre de Londres integrada a la xarxa del metro.
La construcció de la línia Chelsea-Hackney Line fa temps que va ser proposada, i podria entrar en servei l'any 2025. Podria formar part de la xarxa del metro, cosa que significaria una nova línia des del nord-est cap al sud de Londres i que proporcionaria bastants intercanvis amb altres línies i alleujeraria el gruix de passatgers. Tot i això encara està en el tauler de dibuix, quan la primera proposta data de l'any 1901. El 2007 la línia va passar per Cross London Rail Ltd, actual desenvolupador de Crossrail. Per tant, la línia podria ser part de la xarxa de metro o de National Rail, havent-hi avantatges i desavantatges per ambdós.
La proposta de l'enllaç de Croxley Rail preveu el desviament del tram de Watford de línia Metropolitan al llarg d'una via fèrria en desús. El projecte espera el finançament del consell de Hertfordshire i del departament de transport.
L'Alcalde de Londres, Boris Johnson, va suggerir que s'està pensant en un perllongament de la línia Bakerloo cap a Lewisham per la falta de metro al sud de Londres.

## Viatjar

### Bitllets
Les tarifes del metro es calculen mitjançant les zones Travelcard de TfL. El Gran Londres està dividit en 6 zones: la Zona 1 és la més central, amb un límit més enllà dels límits de la línia circular, i la Zona 6 és la més exterior i inclou l'Aeroport de Heathrow. Les línies de la Metropolitan Line que transcorren per fora del Gran Londres es troben a les Zones 7-9.
Els bitllets de les Zones 7-9 també serveixen per a la línia Euston-Watford Junction (part de London Overground) fins a Watford High Street. Watford Junction queda fora d'aquestes zones i s'hi aplica una tarifa especial.
Hi ha personal a les taquilles, algunes d'elles obren durant períodes limitats, però també hi ha màquines automàtiques que es poden utilitzar en qualsevol moment. Algunes d'aquestes venen una gamma limitada de bitllets i només accepten monedes, mentre que d'altres que disposen de pantalla tàctil accepten monedes i tarjetes de crèdit o de dèbit.
Recentment Transport for London ha introduït la Oyster card, una targeta intel·ligent amb un xip sense contacte RFID incrustat. Els viatgers poden obtenir aquesta targeta amb càrrec a crèdit per pagar els viatges. Els bitllets Travelcard poden ser utilitzats al metro, autobusos, tramvies i Docklands Light Railway. Però utilitzar l'Oyster és una opció més barata que la compra de bitllets a taquilla o les Travelcard i LUL, implementant diferències de preu significatives, i anima als passatgers a utilitzar-la en lloc de fer ús de les Travelcard i dels diners en efectiu (als autobusos). L'Oyster també es pot utilitzar als ferrocarrils de National Rail a Londres. "Pay as you go" (Oyster) es troba disponible en un limitat, però creixent, nombre de rutes de NR.
Per als turistes i no residents que no hagin de viatjar en l'hora punta del matí la millor opció és la compra del bitllet de Travelcard per a tot el dia. Aquest costa £ 5.50 i permet un nombre il·limitat de viatges a la xarxa des de 9:30 am i durant la resta del dia. Tot i això per alguns viatgers serà més avantatjós comprar una targeta "pay as you go" Oyster.

#### Penalitzacions i evasió de tarifes
A més del personal de les taquilles, el metro és patrullat per inspectors uniformats i de paisà amb lectors. Els passatgers que viatgin sense un bitllet vàlid estaran obligats a pagar £ 50, o menys si paguen abans de 21 dies. No pagar la multa pot comportar, segons la llei de regulació de ferrocarrils "Regulation of Railways Act 1889", haver de pagar una segona multa de fins a £ 1.000 o tres mesos d'empresonament.

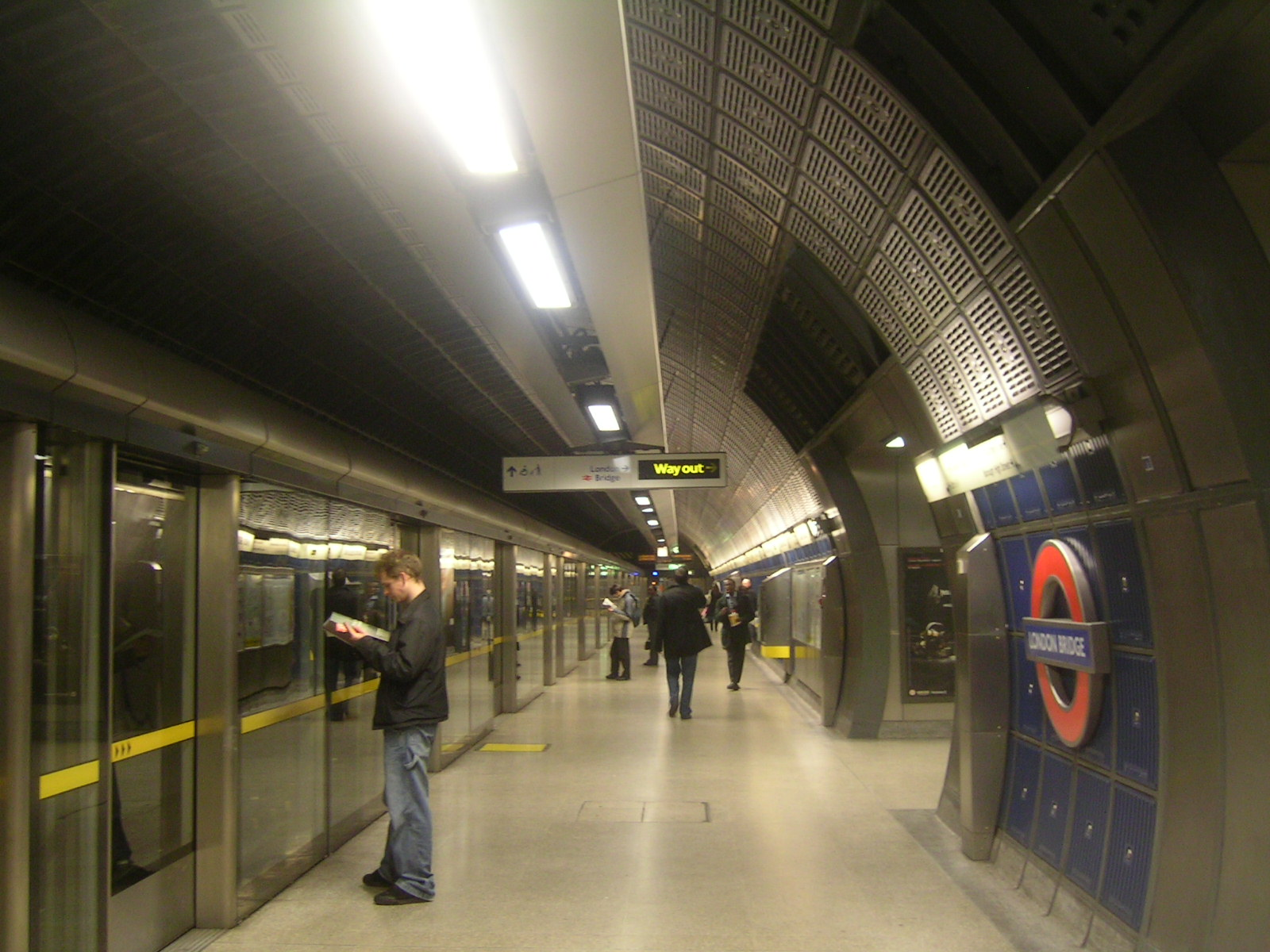
Andanes de Jubilee Line

### Retards
Segons les estadístiques obtingudes per Freedom of Information Act, la mitjana del viatgers de mobilitat pendular (gent que viatja diàriament de la feina a casa) a la Metropolitan haurien perdut tres dies, 10 hores i 25 minuts durant el 2006 a causa dels retards. Entre el 17 de setembre del 2006 i el 14 d'octubre del 2006, 211 trens van tenir demores de més de 15 minuts. Els passatgers tenen el dret a reemborsar el preu del bitllet si el viatge es retarda més de 15 minuts per circumstàncies sota el control de Transport for London.

### Temps de funcionament
El Metro no funciona les 24 hores del dia, excepte Any nou i altres esdeveniments importants, perquè la majoria de línies només tenen dues vies i necessiten que es faci el manteniment necessari. Els primers trens comencen a circular aproximadament a les 4:45, i alguns trajectes més curts, que no circulen per tota la línia comencen a les 5:30 i acaben a la 1:00.

### Accessibilitat

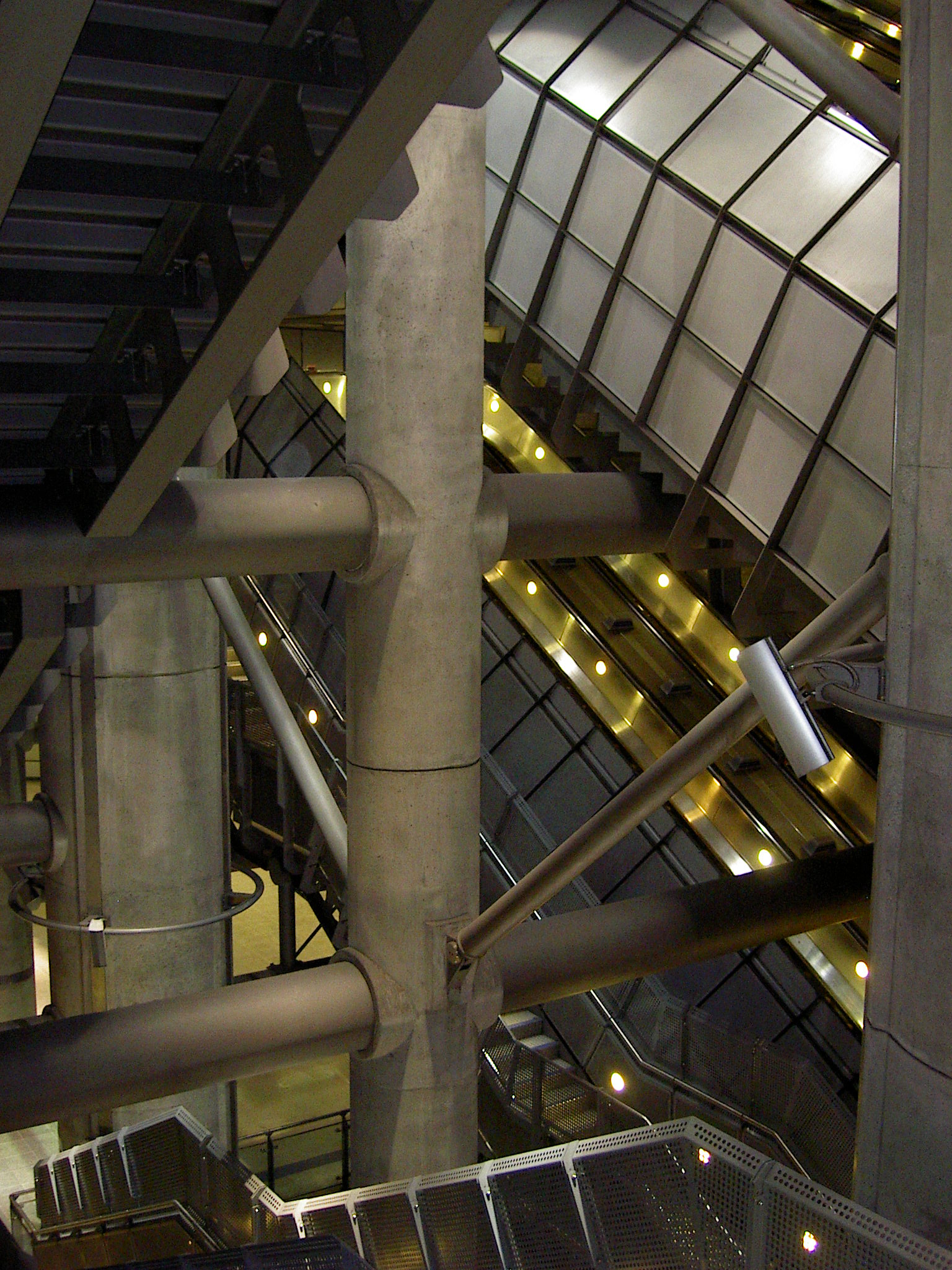
Estació de Westminster.

L'accessibilitat de les persones amb problemes de mobilitat (PMR) no es va considerar quan el sistema va ser construït i la majoria d'estacions no són accessibles a tothom. Les estacions construïdes recentment s'han dissenyat per ser accessibles, però la readaptació a les característiques d'accessibilitat a estacions antigues es fa difícil pels costos i tècniques. Tot i que en algunes estacions hi ha escales mecàniques i ascensors, a vegades hi ha algun esglaó en algun punt del recorregut.
La majoria d'estacions que es troben a la superfície tenen alguna escala o esglaons entre el replà de l'estació i el nivell del carrer, i la majoria d'estacions sota terra requereixen l'ús d'escales o d'algunes de les 410 escales mecàniques del sistema. A l'estació de Covent Garden les escales d'emergència tenen 193 esglaons, equivalent a un edifici de 15 pisos, i s'aconsella als passatgers que utilitzin els ascensors.
Les escales mecàniques a les estacions del metro són de les més llargues d'Europa. L'escala mecànica més llarga es troba a l'estació d'Angel i té una llargada de 60 metres i 27,5 metres de desnivell, que pot arribar a duu fins a 13.000 passatgers per hora. Com a altres sistemes de metro es recomana que aquelles persones que no tenen pressa vagin a la part dreta i permetin el pas per l'esquerra. Transport for London produeix un mapa que indica les parades accessibles i des del 2004 indica amb un símbol d'una cadira de rodes () aquelles estacions que s'hi pot accedir sense utilitzar escales des del carrer.
TfL té planificat que l'any 2020 hi haurà una xarxa amb més de 100 estacions completament accessibles, que consistirà d'aquelles recentment construïdes o reconstruïdes i força estacions surburbanes que queden a nivell de carrer. Algunes estacions clau han estat escollides per fer-ne una renovació pel seu alt ús.

### Saturació
La saturació o sobreocupació al metro és una preocupació des de fa anys i sobretot pels que van cada dia a la feina en hores punta (moviment pendular). Camden Town i Covent Garden són dues estacions que tenen problemes particulars i a certes hores hi ha restriccions d'accés. A les altres estacions les restriccions només es produeixen quan és necessari. Algunes estacions s'han reconstruït o reformat pels problemes de sobreocupació, com per exemple Clapham Common i Clapham North a Northern Line que tenien una sola andana central força estreta. En algunes ocasions, com partits de futbol, hi ha la presència de policies per prevenir la saturació i els accidents derivats.
Segons un informe de la Cambra dels Comuns, els anomenats "commuters", és a dir aquella gent que fa el moviment pendular per desplaçar-se de casa al lloc de treballar, han de soportar un "trauma" diari i són forçats a viatjar en "condicions intolerables".

### Seguretat

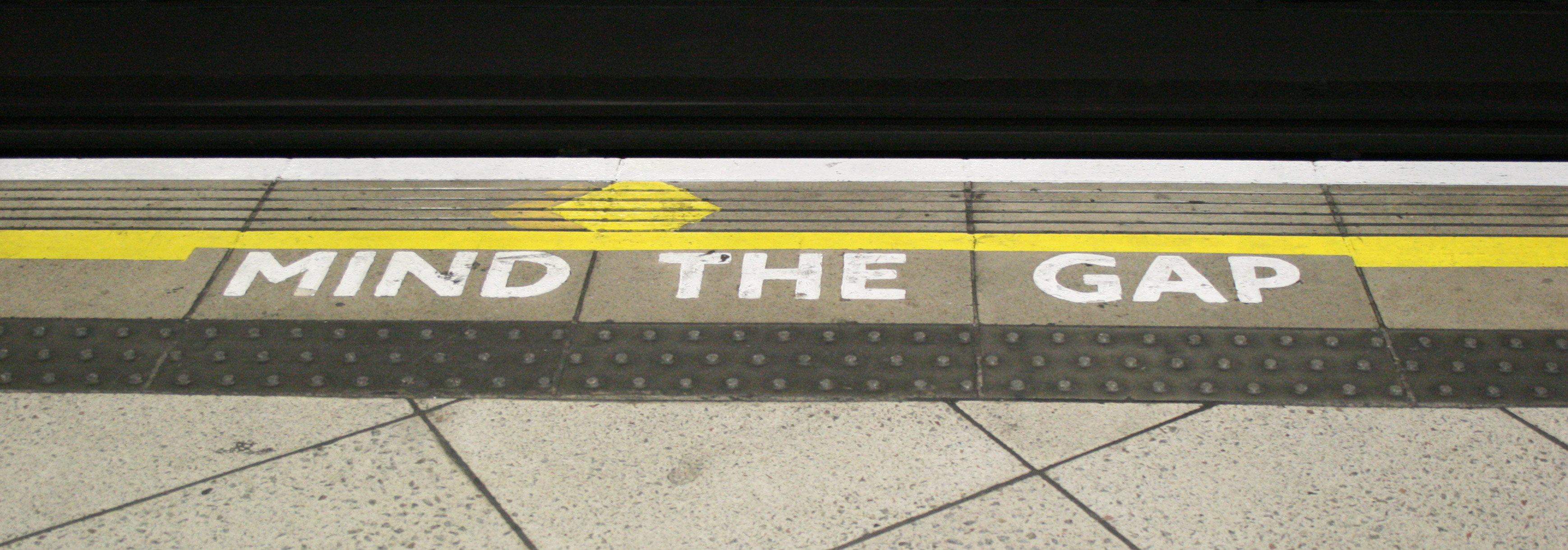
L'avís Mind the gap a les andanes del metro de Londres

Els accidents a la xarxa del metro de Londres, que transporta mil milions de passatgers l'any, són poc habituals. Les estadístiques diuen que hi ha un accident mortal per cada 300 milions de viatges. Al metro s'hi poden veure alguns consells de seguretat per als passatgers com "mind the gap" (aneu amb compte amb l'espai entre el tren i l'andana), i que no passin la línia groga pintada al terra de les andanes. Hi ha pocs accidents per saturació a les andanes i en aquests casos el personal vigila les entrades de viatgers quan el metro es veu excessivament saturat.
La majoria de víctimes mortals a la xarxa són provocats per un suïcidi. La majoria d'andanes d'estacions de línies "deep-level" tenen forats entre les vies, originàriament construïts pel drenatge de l'aigua però que també ajuden a prevenir morts o lesions greus en caigudes de passatgers.

## El disseny i l'art

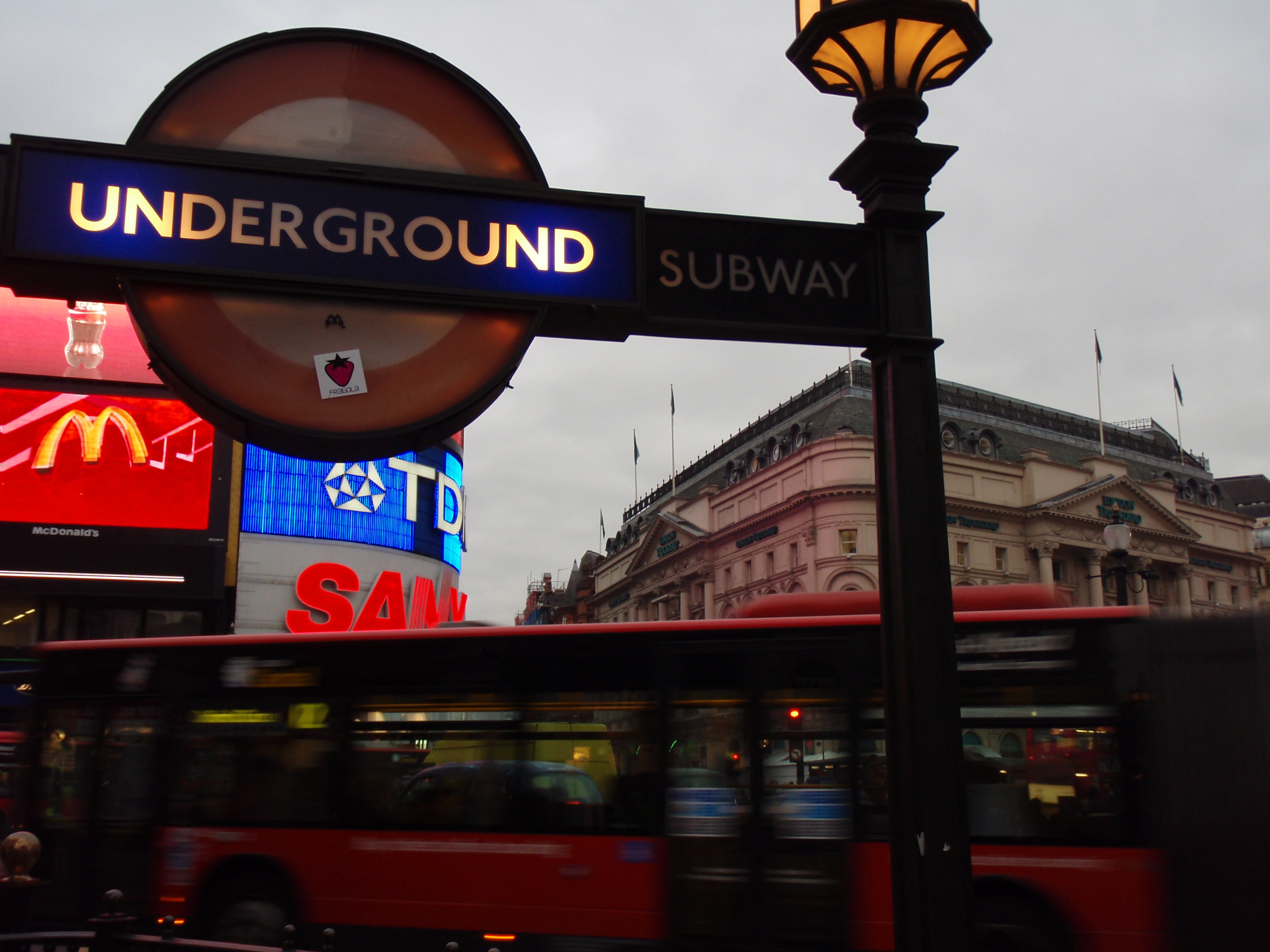
La imatge de "London Underground" a Piccadilly Circus

El mapa del metro de TfL i el logo rodó són instantàniament reconeguts per qualsevol londinenc, per la majoria de britànics i molta gent del planeta.
TfL té llicències de venda de roba i altres accessoris, i també la marca registrada per prendre accions legals contra tot aquell qui copiï la seva marca. Fins i tot l'anunci de "mind the gap" (aneu amb compte amb l'espai entre vagó i andana) s'ha convertit en un eslògan molt conegut.

### Mapa
Els mapes originals eren sovint mapes de carrers o geogràfics amb les línies impreses a sobre, i que, a més de ser visualment complexos, produïen problemes d'espai a les estacions de les zones centrals.
L'estil del mapa modern es basa en el disseny de l'enginyer Harry Beck del 1933. Està caracteritzat amb un fons esquemàtic no geogràfic i s'utilitza un codi de colors per a cada línia.
El mapa actualment es considera un disseny clàssic i altres sistemes han adoptat mapes similars, fins i tot algunes companyies d'autobús han adoptat el concepte.

### El logotip

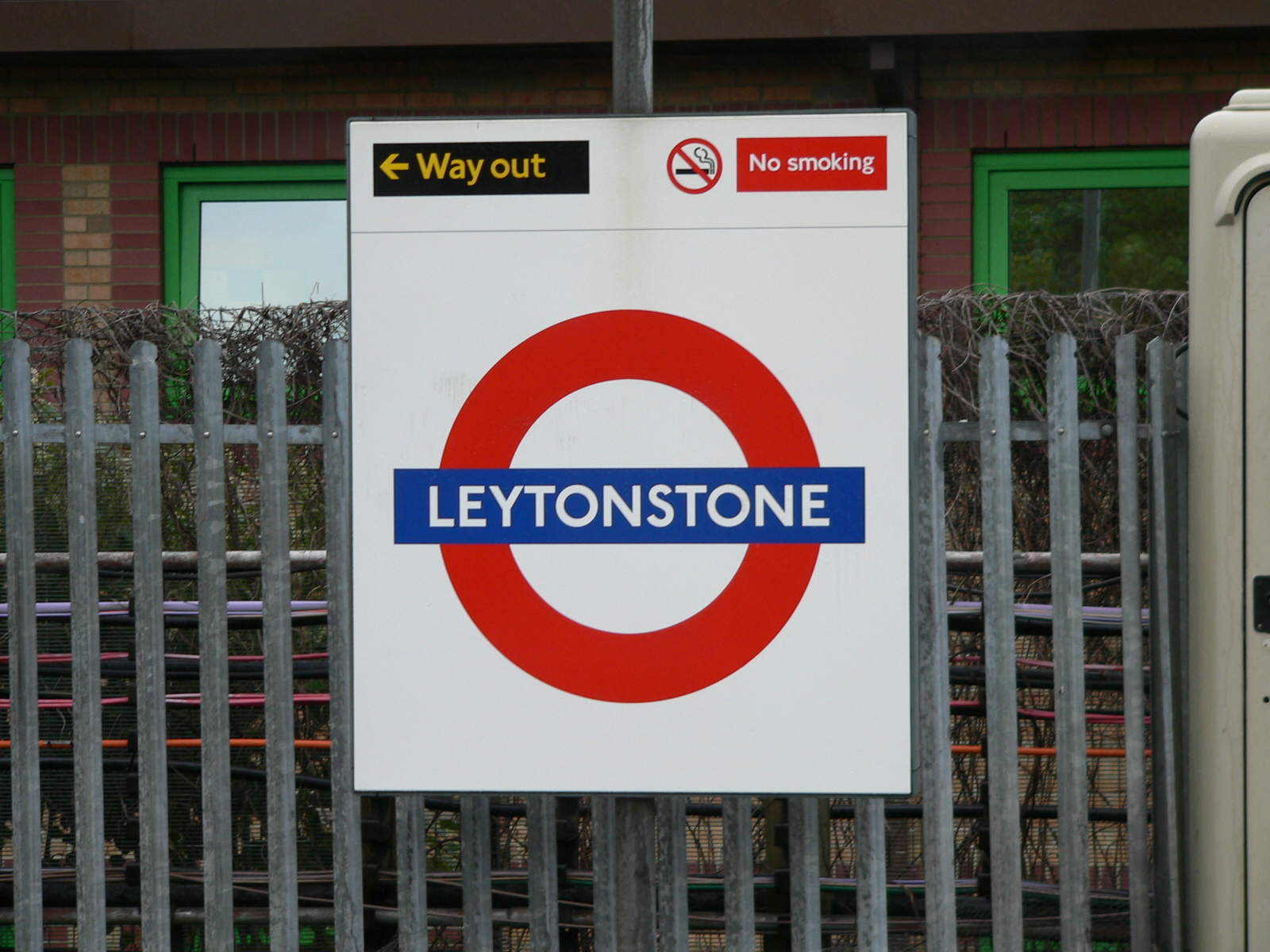
El logotip rodó al metro data de 1908.

L'origen del logotip rodó, ara anomenat roundel i antigament "bulls-eye" o "target" (en català, ulls de toro i diana), és desconegut. El primer ús va ser al segle xix com a símbol de London General Omnibus Company i al metro va arribar el 1908 per a col·locar els noms de les estacions a les andanes. El cercle vermell amb una barra blava fou ràpidament adoptat amb la paraula "UNDERGROUND" a la barra central, per a crear una identitat. El 1919 el logotip fou modificat per Edward Johnston.
A cada estació s'hi pot trobar, a les entrades i al llarg de les andanes, el cercle amb el seu nom a la barra central. D'aquesta manera els passatgers poden veure fàcilment a l'estació que es troben.
Aquest cercle s'ha utilitzat als autobusos i als metros durant molt de temps i des que Transport for London té el control de la majoria de transports de Londres s'ha aplicat a altres com taxis, tramvies i al Docklands Light Railway. Fins al punt que la rodona ha esdevingut un símbol de Londres.

### Contribucions a l'art

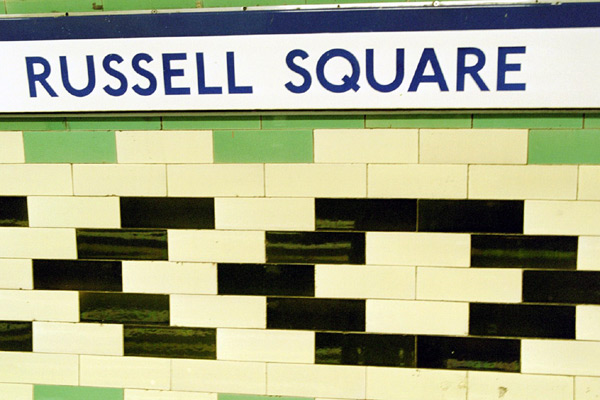
Tipografia d'Edward Johnston a Russel Square

El metro actualment contribueix a l'art a través dels projectes "Platform for Art" i "Poems on the Underground" (en català, Plataforma per l'art i Poemes al metro). Hi ha cartelleres per a cartells per crear un ambient positiu i per enriquir el viatge dels passatgers.
El seu llegat artístic inclou la contractació des de la dècada de 1920 de coneguts dissenyadors gràfics, il·lustrados i artistes per a la creació de la publicitat. Els dissenyadors que han creat treballs per al metro incloent per exemple Man Ray, Edward McKnight Kauffer i Fougasse. Durant els darrers anys alguns han estat R. B. Kitaj, Juan Bellany i Howard Hodgkin.
En l'arquitectura, Leslie Green va establir un estilisme similar a les cases per a les façanes de les noves estacions construïdes a les primeres dècades del segle xx de les línies Bakerloo, Piccadilly i Northern. A la dècada de 1920 i 1930, Charles Holden va dissenyar una sèrie d'estacions modernistes i art-deco per les quals el metro segueix sent famós. El disseny de Holden per a l'edifici seu del metro a 55 Broadway inclou escultures avantguardistes de Jacob Epstein, Eric Gill i Henry Moore. Misha Black fou l'encarregada del disseny de la Victoria Line, contribuint a l'estil uniforme de la línia, mentre que les estacions de la perllongació de Jubilee Line foren dissenyades per arquitectes com Norman Foster, Michael Hopkins, Will Alsop i Ian Ritchie.
Moltes estacions tenen dissenys propis per ajudar a la identificació visual. Sovint són de temàtica local significativa. Com per exemple l'estació de Baker Street, que incorpora repeticions de la silueta de Sherlock Holmes. A Tottenham Court Road hi ha mosaics semiabstractes d'Eduardo Paolozzi que representa la indústria musical local de Denmark Street. A Charing Cross hi ha murals de la construcció de la mateixa estació, fets per David Gentleman.

### En la cultura popular
El metro de Londres ha aparegut en moltes pel·lícules i shows de televisió com per exemple: Sliding Doors, Tube Tales i Neverwhere. L'oficina de Pel·lícules del metro de Londres reb més de 100 peticions per mes. El metro també ha mostrat la seva part muscial a Down in the Tube Station at Midnight i literària a V de Vendetta. Les llegendes urbanes encara són presents avui en dia.
Després de col·locar una sèrie d'anuncis falsos a la seva pàgina web, es van cancel·lar els contractes el 2007 de l'anunciadora del metro Emma Clarke.
L'anunci "mind the gap", que es pot escoltar quan els trens entren a les andanes, ha esdevingut una frase coneguda i també el nom d'una banda de música.